# جيري أوكونور
جيري أوكونور (بالإنجليزية: Jerry O'Connor)‏ هو لاعب قذف أيرلندي، ولد في 25 يناير 1979.